# 자오훙보
자오훙보(중국어 간체자: 赵宏博, 정체자: 趙宏博, 병음: Zhào Hóngbó, 1973년 9월 22일~)은 중화인민공화국의 남자 피겨스케이팅 선수이다.
헤이룽장성 하얼빈 출신이다. 1990년대 초반부터 선쉐와 함께 짝을 이뤄 페어로 활동하며 국제 무대에서 화려한 성적을 올렸다. 1992년 중국 선수권에서 우승한 이래 여러 차례 우승했으며, 1996년 동계 아시안 게임에서 금메달을 획득한 후 2007년까지 4회 연속 금메달을 획득했다. 1998년 동계 올림픽에서 5위에 올랐으며, 2002년 동계 올림픽과 2006년 동계 올림픽에서 동메달을 땄다. 세계 선수권에서 세 차례(2002년, 2003년, 2007년) 우승했다. 묘기에 가까운 완벽한 연기를 펼치며, 2006년~2007년 시즌에서 그랑프리 파이널, 4대륙 선수권, 세계 선수권, 동계 아시안 게임에서 모두 우승하였고 은퇴했다. 그 직후 파트너 선쉐와 결혼하였다. 자오훙보와 선쉐는 2010년 동계 올림픽에 참가하기 위해 적지 않은 나이지만 복귀하여 그랑프리 파이널에서 다시 우승하였다. 결국 이들은 동계 올림픽에서 압도적인 기량을 선보이며 금메달을 획득하였다.

## 같이 보기
- 선쉐